# 1 500 mètres aux Jeux olympiques
Pour un article plus général, voir Athlétisme aux Jeux olympiques.
Le 1 500 mètres masculin figure au programme des Jeux olympiques depuis la première édition, en 1896 à Athènes. Les femmes participent à cette épreuve depuis les Jeux de 1972, à Munich.
Le Britannique Sebastian Coe, la Soviétique Tatyana Kazankina et la Kényane Faith Kipyegon sont, avec deux médailles d'or remportées, les athlètes les plus titrés dans cette épreuve.
Les records olympiques de la discipline sont actuellement détenus par le Norvégien Jakob Ingebrigtsen, auteur de 3 min 28 s 32 en finale des Jeux olympiques de 2020 à Tokyo, et par la Kényane Faith Kipyegon, créditée de 3 min 53 s 11 lors de la finale des Jeux olympiques de 2020 à Tokyo.

## Éditions
| Années | 96 | 00 | 04 | 08 | 12 | 20 | 24 | 28 | 32 | 36 | 48 | 52 | 56 | 60 | 64 | 68 | 72 | 76 | 80 | 84 | 88 | 92 | 96 | 00 | 04 | 08 | 12 | 16 | 20 | 24 | Total |
| ------ | -- | -- | -- | -- | -- | -- | -- | -- | -- | -- | -- | -- | -- | -- | -- | -- | -- | -- | -- | -- | -- | -- | -- | -- | -- | -- | -- | -- | -- | -- | ----- |
| Hommes | X  | X  | X  | X  | X  | X  | X  | X  | X  | X  | X  | X  | X  | X  | X  | X  | X  | X  | X  | X  | X  | X  | X  | X  | X  | X  | X  | X  | X  | X  | 30    |
| Femmes |    |    |    |    |    |    |    |    |    |    |    |    |    |    |    |    | X  | X  | X  | X  | X  | X  | X  | X  | X  | X  | X  | X  | X  | X  | 14    |

## Hommes

### Historique

#### 1896-1912

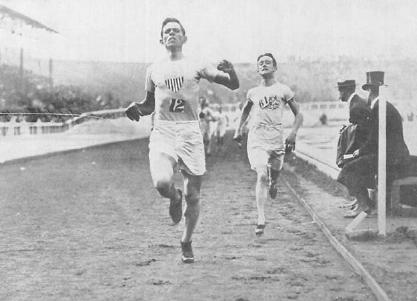
L'Américain Mel Sheppard lors sa victoire sur 1500 m aux Jeux olympiques de 1908, à Londres.

L'épreuve du 1 500 mètres figure au programme des premiers Jeux olympiques de l'ère moderne, en 1896 à Athènes. En l'absence des meilleurs spécialistes du mile de la fin du XIXe siècle, notamment les athlètes anglo-saxons, l'épreuve est remportée par l'Australien Teddy Flack, titré par ailleurs sur 800 m, qui s'impose dans le temps de 4 min 33 s 2, devant l'Américain Arthur Blake et le Français Albin Lermusiaux. Huit athlètes participent à la course, dont quatre Grecs.
Aux Jeux olympiques de 1900, à Paris, le Britannique Charles Bennett devance au sprint sur la pelouse de la Croix-Catelan le Français Henri Deloge et l'Américain John Bray. Le temps de 4 min 6 s 2 de Bennett sera considéré comme un record du monde non officiel de la discipline.
Quatre ans plus tard, lors des Jeux olympiques de 1904, à Saint-Louis, sept athlètes américains figurent parmi les neuf engagés. La victoire revient à l'Américain Jim Lightbody (4 min 5 s 4), qui devance ses compatriotes William Verner et Lacey Hearn. Lors de ces mêmes Jeux, Jim Lightbody enlève également le titre du 800 m et du steeple.
En 1908, lors des Jeux olympiques de 1908, à Londres, l'Américain Mel Sheppard s'impose sur 1 500 m (4 min 3 s 4, record olympique) quelques jours avant de réitérer son exploit sur 800 m. Les Britanniques Harold A. Wilson et Norman Hallows se classent respectivement deuxième et troisième de l'épreuve.
Au Stade olympique de Stockholm, lors des Jeux olympiques de 1912, le Britannique Arnold Jackson décroche la médaille d'or en 3 min 56 s 8 (record olympique) et devance sur le fil deux Américains : Abel Kiviat, le premier détenteur officiel du record du monde du 1 500 m, et Norman Taber, futur détenteur du record du monde du mile, titrés par ailleurs tous deux sur l'épreuve du 3 000 m par équipes.

#### 1920-1936

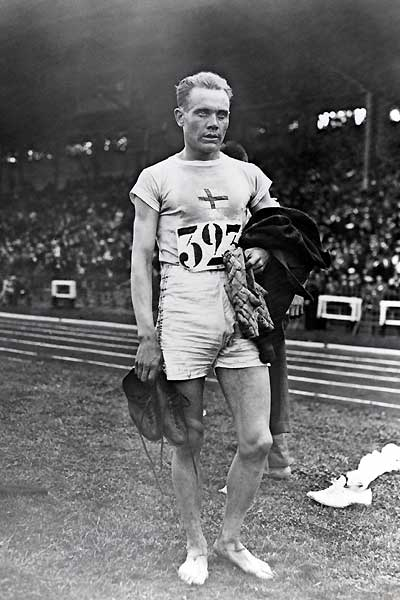
Paavo Nurmi, champion olympique en 1924.

Deux jours après avoir remporté la médaille d'or sur 800 m, le Britannique Albert Hill s'impose en finale du 1 500 m à l'occasion des Jeux olympiques de 1920, à Anvers. Il réalise le temps de 4 min 1 s 8 et devance son compatriote Philip J. Noel-Baker, futur Prix Nobel de la paix, et l'Américain Lawrence Shields. Le Suédois John Zander, alors détenteur du record mondial, ne termine pas l'épreuve.
Les épreuves d'athlétisme des Jeux olympiques de 1924 se déroulent au Stade olympique Yves-du-Manoir, à Paris. Le Finlandais Paavo Nurmi assoit sa domination sur le fond et demi-fond mondial en remportant cinq médailles d'or lors de ces mêmes Jeux sur : 1 500 m, 5 000 m, 3 000 m par équipes, cross-country individuel et par équipes. Détenteur depuis quelques jours du record du monde en 3 min 52 s 6, il remporte le titre olympique du 1 500 m dans le temps de 3 min 53 s 6 (nouveau record olympique) après s'être porté en tête dès le deuxième virage et tenté d'imposer un rythme soutenu à la course. Il parvient à contrôler sa fin de course et devance de près de deux secondes le Suisse Willy Schärer et le Britannique Henry Stallard.
À Amsterdam, lors des Jeux olympiques de 1928, la victoire revient au Finlandais Harry Larva qui parvient à dépasser le Français Jules Ladoumègue à vingt mètres de la ligne d'arrivée pour devenir champion olympique dans le temps de 3 min 53 s 2, nouveau record olympique. Ladoumègue conserve la deuxième place (3 min 53 s 8), devant l'autre Finlandais Eino Purje (3 min 56 s 4). Paavo Nurmi, le tenant du titre, fait l'impasse sur cette épreuve.
Jules Ladoumègue, qui domine les épreuves de demi-fond dans l'olympiade suivante, et qui détient le record du monde du 1 500 m depuis 1930 et celui du mile depuis 1931, fait figure de favori pour les Jeux olympiques de 1932, à Los Angeles. Cependant, accusé d'avoir violé les règles de l'amateurisme, il est radié à vie par la Fédération française d'athlétisme en mars 1932, quelques mois avant le début des Jeux. L'Italien Luigi Beccali remporte la finale en 3 min 51 s 2 (nouveau record olympique), devant le Britannique Jerry Cornes et le Canadien Phil Edwards.
Aux Jeux olympiques de 1936, dans le Stade olympique de Berlin, le Néo-zélandais Jack Lovelock remporte le titre en établissant en finale un nouveau record du monde en 3 min 47 s 8. Il devance sur le podium l'Américain Glenn Cunningham (3 min 48 s 4) et le tenant du titre Luigi Beccali (3 min 49 s 2) après avoir fait la différence sur ses adversaires dans les 300 derniers mètres.

#### 1948-1964

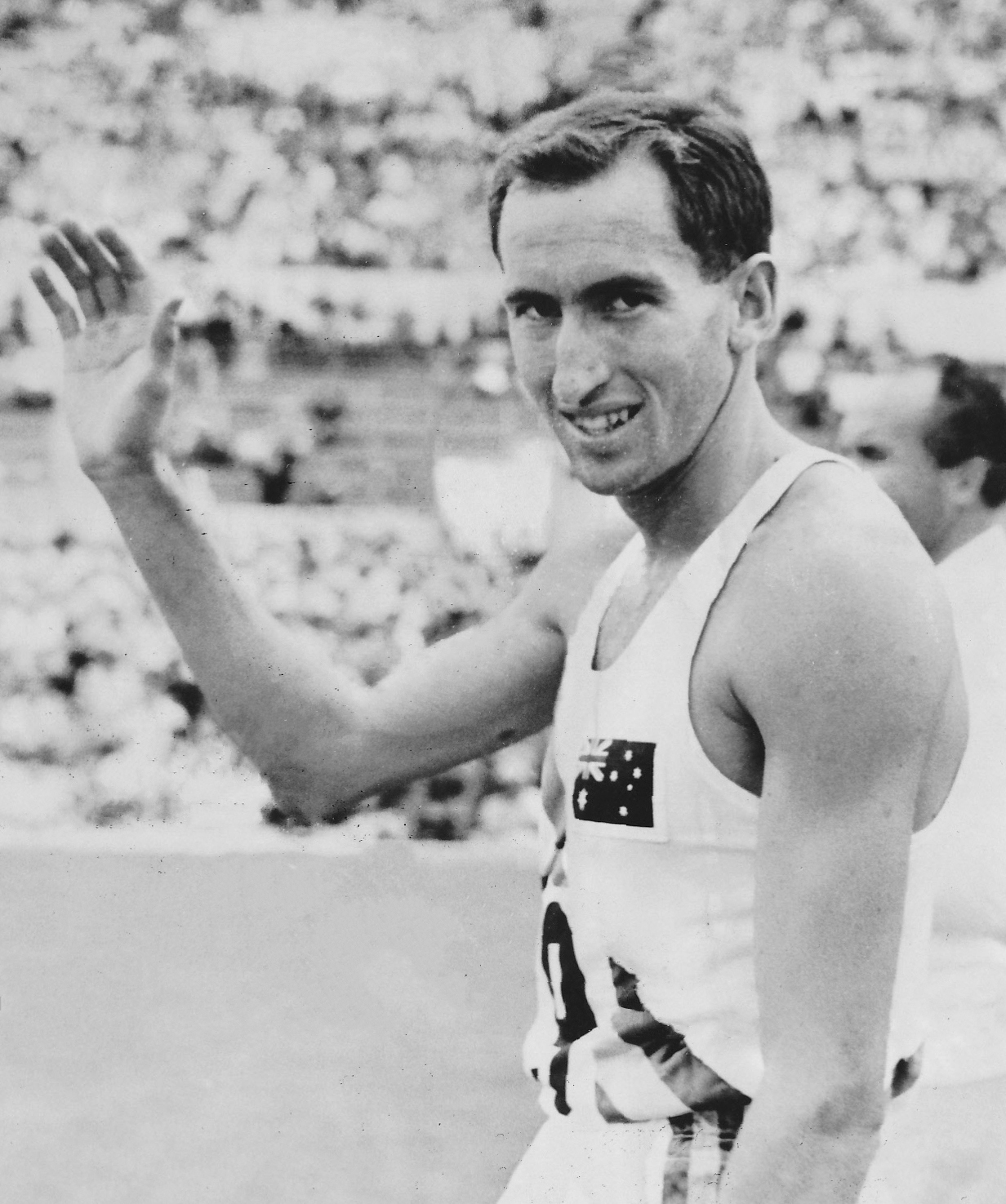
Herb Elliott, champion olympique en 1960.

Le Suédois Lennart Strand figure parmi les favoris des Jeux olympiques de 1948, à Londres. Détenteur du record du monde depuis l'année précédente, il a pris la relève de ses compatriotes Gunder Hägg et Arne Andersson, grands spécialistes des courses de demi-fond dans les années 1940, mais disqualifiés tous deux en 1946 pour avoir enfreint les règles de l'amateurisme. Strand est cependant battu pour la médaille d'or par un autre Suédois, Henry Eriksson, qui s'impose au sprint sous une pluie battante et sur une piste boueuse dans le temps de 3 min 49 s 8, devant Strand et le Néerlandais Willem Slijkhuis.
Quatre ans plus tard, en 1952 lors des Jeux olympiques d'Helsinki, le Luxembourgeois Joseph Barthel devient le premier athlète de son pays à devenir champion olympique. Il s'impose au sprint dans le temps de 3 min 45 s 2 (nouveau record olympique), devant l'Américain Robert McMillen (3 min 45 s 2) et le détenteur du record du monde, l'Allemand Werner Lueg (3 min 45 s 4) qui faiblit à trente mètres de l'arrivée et se fait rejoindre par ses deux adversaires.
La finale du 1 500 m des Jeux olympiques de 1956 à Melbourne est remportée par l'Irlandais Ron Delany en 3 min 41 s 2, nouveau record olympique. En queue de peloton à l'entame des cent derniers mètres, il porte une accélération et parvient à dépasser tous ses adversaires, dont l'Allemand Klaus Richtzenhain, médaillé d'argent, et le prétendant au titre australien John Landy, alors détenteur du record du monde du mile, qui se classe troisième de la course.
En 1960, en finale des Jeux olympiques de Rome, l'Australien Herb Elliott confirme son statut de favori en améliorant son propre record du monde du 1 500 m en 3 min 35 s 6 après avoir décroché tous ses adversaires à un tour de l'arrivée. Le Français Michel Jazy s'adjuge la médaille d'argent en 3 min 38 s 4 et le Hongrois István Rózsavölgyi la médaille de bronze en 3 min 39 s 2.
Détenteur du record du monde du mile depuis 1962 et champion olympique du 800 m quelques jours plus tôt, le Néo-zélandais Peter Snell remporte la finale du 1 500 m des Jeux olympiques de 1964, à Tokyo, dans le temps de 3 min 38 s 1, devançant le Tchécoslovaque Josef Odložil (3 min 39 s 6) et l'autre Néo-zélandais John Davies (3 min 39 s 6).

#### 1968-1984

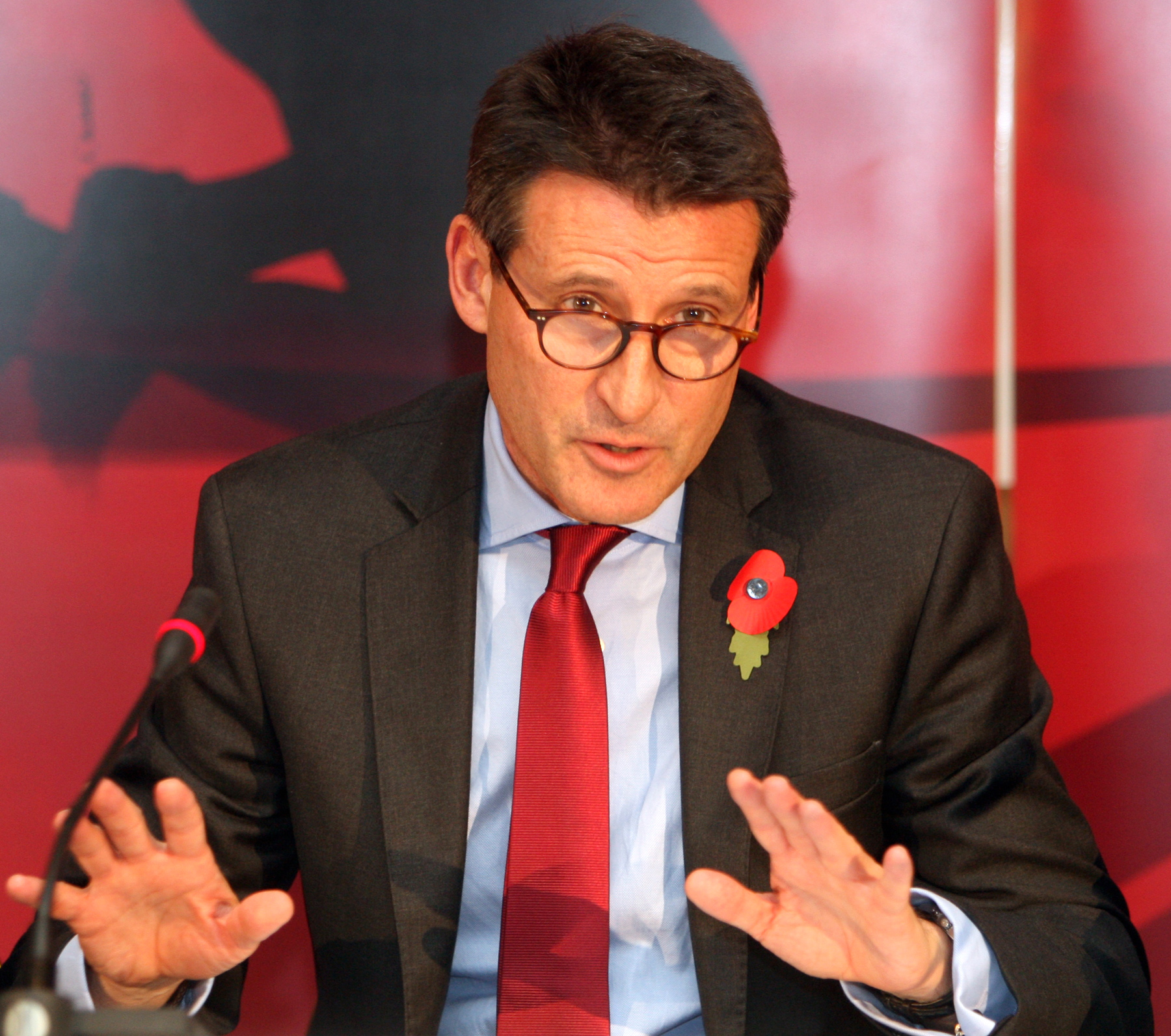
Sebastian Coe, seul double champion olympique masculin sur 1500 m, en 1980 à Moscou et en 1984 à Los Angeles.

En 1968, lors des Jeux olympiques de Mexico, le Kényan Kipchoge Keino, médaillé d'argent sur 5 000 m, obtient la consécration mondiale sur 1 500 m en s'imposant en finale en 3 min 34 s 9 (nouveau record olympique) devant le grand favori de l'épreuve, l'Américain Jim Ryun, invaincu sur cette distance depuis 1965, et alors détenteur des records du monde du 1 500 m et du mile. Ryun termine deuxième en 3 min 37 s 8, devant l'Allemand Bodo Tümmler, troisième en 3 min 39 s.
Quatre ans plus tard, lors des Jeux olympiques de 1972 à Munich, Jim Ryun est victime d'une bousculade et est éliminé dès les séries. En finale, Kipchoge Keino ne parvient pas à conserver son titre olympique, battu au sprint au terme d'une course tactique par le Finlandais Pekka Vasala, alors détenteur du record d'Europe du 800 m. Vasala s'impose en 3 min 36 s 3, devant Keino (3 min 36 s 8) et le Néo-zélandais Rod Dixon (3 min 37 s 5).
En 1976, lors des Jeux olympiques de Montréal, la victoire revient au Néo-zélandais John Walker, détenteur du record du monde du mile depuis 1975, qui s'impose dans le temps de 3 min 39 s 17, devant le Belge Ivo Van Damme (3 min 39 s 27) et l'Allemand Paul-Heinz Wellmann (3 min 39 s 33). Le Tanzanien Filbert Bayi, qui avait battu le record du monde du 1 500 m de Jim Ryun l'année passée, est absent de ces Jeux pour cause de boycott de son pays.
Le duel attendu entre les Britanniques Sebastian Coe et Steve Ovett constitue l'attraction de la finale du 1 500 m des Jeux olympiques de 1980 à Moscou. Quelques jours avant le début de ces Jeux, à Oslo, Steve Ovett avait ravi à son compatriote ses deux records du monde sur 1 500 m et sur mile. Par ailleurs, quelques jours plus tôt, Ovett avait remporté le titre olympique du 800 m devant Coe. À près de deux tours de l'arrivée, l'Est-allemand Jürgen Straub lance une attaque que seul Sebastian Coe parvient à contenir à 60 mètres du but, le Britannique remportant ainsi son premier titre olympique en 3 min 38 s 40, devant Straub (3 min 38 s 80) et Ovett (3 min 38 s 99),.
Sebastian Coe devient le premier athlète de l'histoire à conserver son titre olympique du 1 500 m en 1984 lors des Jeux de Los Angeles. Il établit à cette occasion un nouveau record olympique en 3 min 32 s 53 et devance son compatriote Steve Cram, champion du monde en 1983, qui se classe deuxième en 3 min 33 s 40, l'Espagnol José Manuel Abascal remportant la médaille de bronze en 3 min 34 s 30. Steve Ovett, qui participe à cette finale, est contraint à l'abandon en raison d'une crise d'asthme. Le Brésilien Joaquim Cruz, titré sur 800 m devant Coe, déclare forfait pour l'épreuve à la dernière minute.

#### 1988-2004

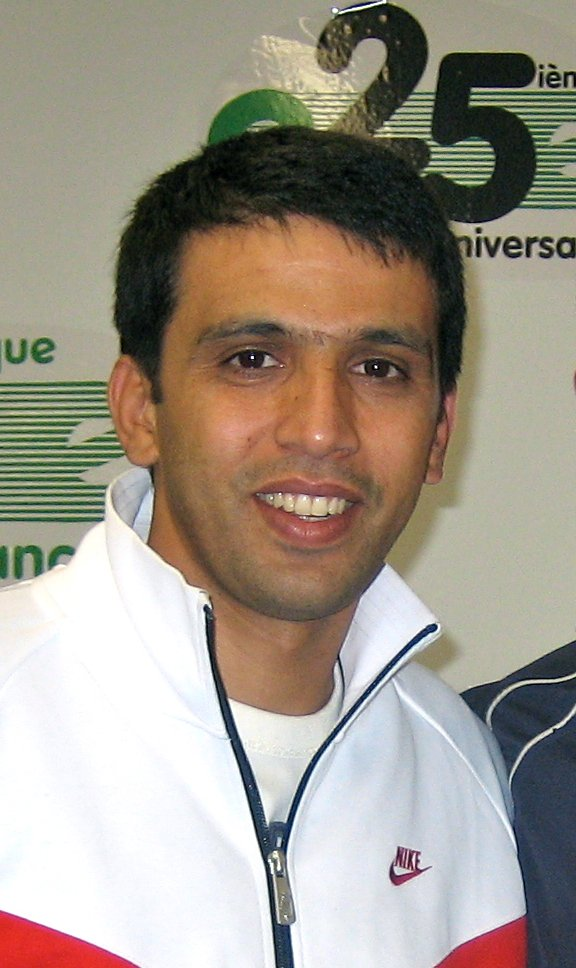
Hicham El Guerrouj, champion olympique en 2004.

Champion du monde en 1987 à Rome, le Somalien Abdi Bile doit déclarer forfait sur blessure pour les Jeux olympiques de 1988 se déroulant à Séoul, en Corée du Sud. En finale, l'inattendu Kényan Peter Rono décroche l'or olympique en 3 min 35 s 96 devant le Britannique Peter Elliott (3 min 36 s 15) et l'Est-allemand Jens-Peter Herold (3 min 36 s 21), Steve Cram terminant au pied du podium. Victime d'une élongation au mollet lors de la finale du 800 m, le Marocain Saïd Aouita, détenteur du record du monde depuis 1985, ne participe pas à l'épreuve.
En 1992, lors des Jeux olympiques de Barcelone, l'Espagnol Fermín Cacho est le vainqueur surprise d'une finale disputée sur un rythme lent. Empêtré dans le peloton, l'Algérien Noureddine Morceli, champion du monde en titre, se retrouve piégé à l’entame du dernier tour. Cacho l'emporte en 3 min 40 s 12, devant le Marocain Rachid el-Basir (3 min 40 s 62) et le Qatarien Mohamed Suleiman (3 min 40 s 69), Morceli se classant septième de la course.
Noureddine Morceli domine le demi-fond mondial au cours de l'olympiade suivante, en ayant remporté deux nouveaux titres de champion du monde du 1 500 m en 1993 et 1995, et en étant le détenteur des records du monde du 1 500 m et du mile. Lors des Jeux olympiques de 1996 à Atlanta, Noureddine Morceli décroche son premier titre olympique dans le temps de 3 min 35 s 78 après avoir porté une accélération à 450 m de l'arrivée. En deuxième position, le Marocain Hicham El Guerrouj donne involontairement un coup de pointe à l'Algérien, se déséquilibre et chute lourdement. Morceli s'impose dans le temps de 3 min 35 s 78 et devance le tenant du titre Fermín Cacho (3 min 36 s 40) et le Kényan Stephen Kipkorir (3 min 36 s 72). Hicham El Guerrouj termine 12e et dernier de la finale.
Lors des Jeux olympiques de 2000 à Sydney, le Kényan Noah Ngeny s'adjuge le titre olympique en établissant un nouveau record olympique en 3 min 32 s 07 et en battant au sprint Hicham El Guerrouj (3 min 32 s 32) qui était pourtant le favori de l'épreuve après ses titres de champion du monde du 1 500 m obtenus en 1997 et 1999, et son record du monde du 1 500 m réalisé deux ans plus tôt. Le Kényan Bernard Lagat se classe troisième de l'épreuve (3 min 32 s 44), devant le Français Mehdi Baala.
En 2004, au cours des Jeux olympiques d'Athènes, Hicham El Guerrouj décroche enfin son premier titre olympique sur 1 500 m en s'imposant dans le temps de 3 min 34 s 18 après avoir réussi à contenir dans la dernière ligne droite Bernard Lagat qui termine finalement deuxième et obtient son deuxième podium consécutif dans cette épreuve (3 min 34 s 30). Le Portugais Rui Silva est médaillé de bronze en 3 min 34 s 68. Lors de ces Jeux, Hicham El Guerrouj remporte par ailleurs l'épreuve du 5 000 m.

#### Depuis 2008

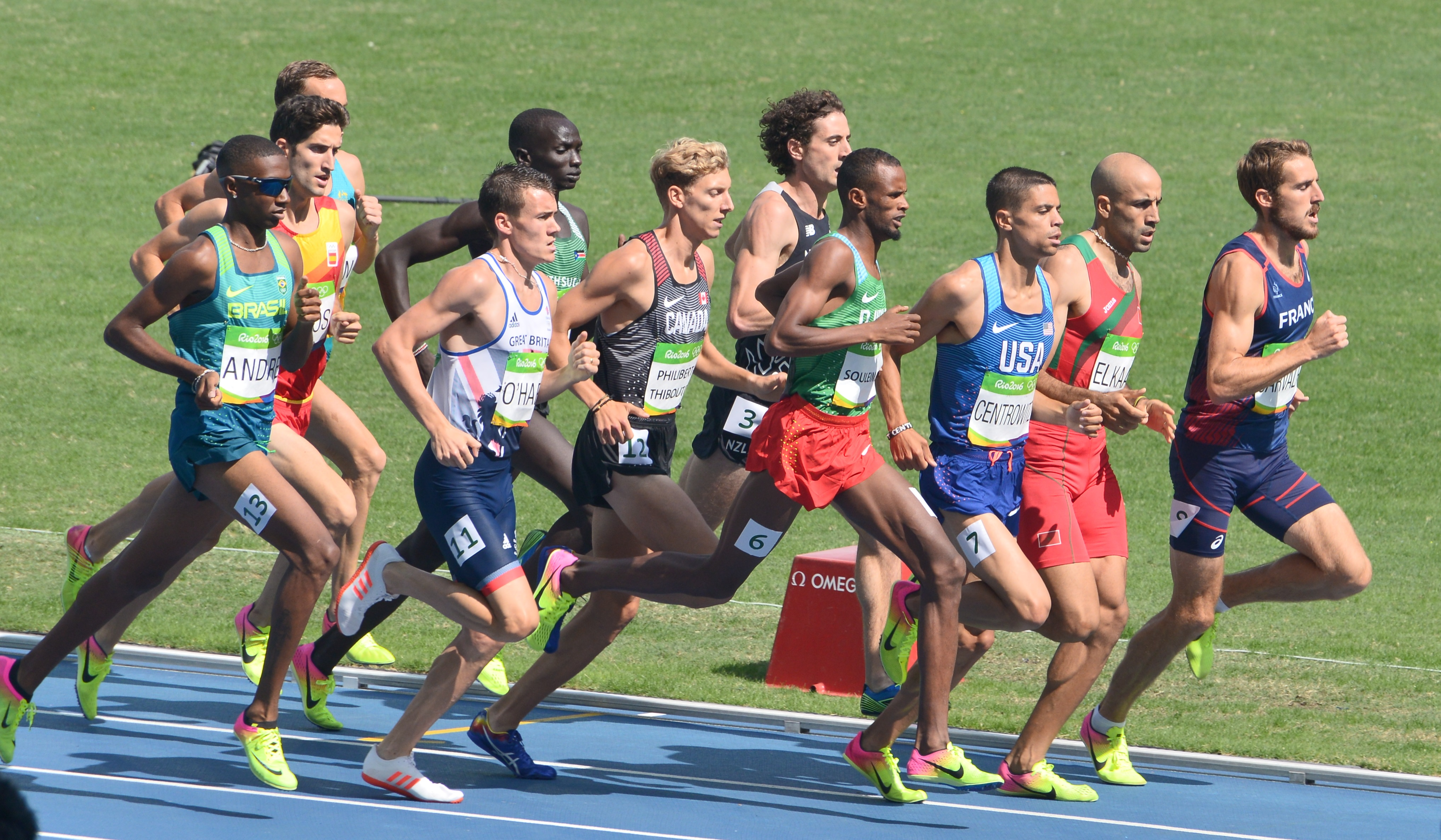
Demi-finales du 1500 m lors des Jeux olympiques de 2016.

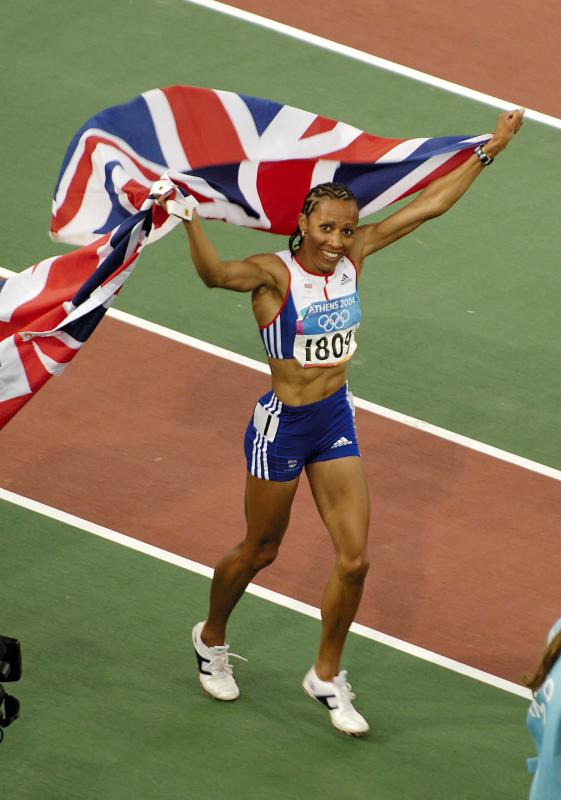
Kelly Holmes, championne olympique en 2004.

En finale des Jeux olympiques de 2008 à Pékin, le Bahreïnien Rachid Ramzi remporte la médaille d'or, mais, convaincu de dopage, il est destitué de son titre olympique en 2009 au profit du Kényan Asbel Kiprop, initialement deuxième de l'épreuve (3 min 33 s 11). Le Néo-zélandais Nick Willis (3 min 34 s 16) et le Français Mehdi Baala (3 min 34 s 21) sont respectivement médaillé d'argent et médaillé de bronze.
En 2012, lors des Jeux olympiques de Londres, l'Algérien Taoufik Makhloufi devient champion olympique en 3 min 34 s 08, devant l'Américain Leonel Manzano (3 min 34 s 79) et le Marocain Abdalaati Iguider (3 min 35 s 13),.

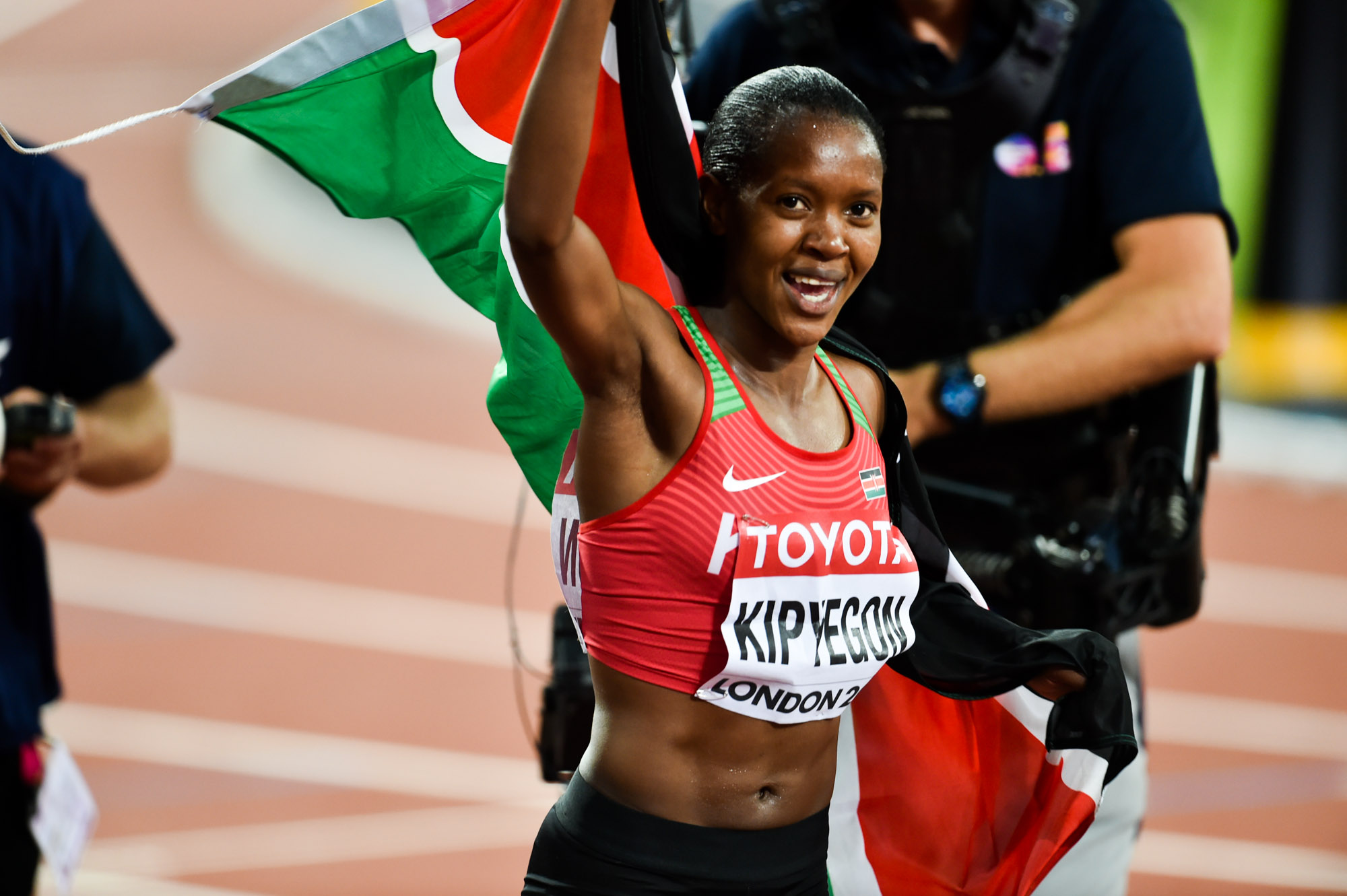
Faith Kipyegon, championne olympique en 2016 et 2021.

Lors des Jeux olympiques de 2016 à Rio de Janeiro, l'Américain Matthew Centrowitz décroche le plus grand titre de sa carrière en s'imposant en finale, au terme d'une course menée sur un rythme lent qu'il a dominé de bout en bout, en 3 min 50 s, temps d'un champion olympique le plus lent depuis les Jeux de 1932. Premier américain titré sur cette distance depuis Mel Sheppard en 1908, il devance le tenant du titre Taoufik Makhloufi, deuxième en 3 min 50 s 11 et Nick Willis, médaillé de bronze en 3 min 50 s 24. Asbel Kiprop, le favori de l'épreuve, se classe sixième de la course.
En 2021, aux Jeux olympiques de Tokyo, le Kényan Abel Kipsang termine premier de sa série qualificative en améliorant le record olympique de son compatriote Noah Ngeny établi en 2000 à Sydney, en 3 min 31 s 65. En finale, le Norvégien Jakob Ingebrigtsen, bien calé derrière le Kényan Timothy Cheruiyot, champion du monde en 2019 à Doha, porte une accélération à 150 m de l'arrivée et coupe la ligne en 3 min 28 s 32, nouveau record olympique. Cheruiyot est médaillé d'argent en 3 min 29 s 01 devant le Britannique Josh Kerr qui porte son record personnel à 3 min 29 s 05 pour s'adjuger la médaille de bronze. Au pied du podium, Abel Kipsang établit un nouveau record personnel en 3 min 29 s 56, tout comme l'Espagnol Adel Mechaal (5e en 3 min 29 s 56) et l'Américain Cole Hocker (6e en 3 min 31 s 40).

### Palmarès
| Édition | Or                                     | Argent                                 | Bronze                                  |
| ------- | -------------------------------------- | -------------------------------------- | --------------------------------------- |
| 1896    | Teddy Flack (AUS) 4 min 33 s 2         | Arthur Blake (USA) 4 min 34 s 2        | Albin Lermusiaux (FRA) 4 min 36 s       |
| 1900    | Charles Bennett (GBR) 4 min 6 s 2      | Henri Deloge (FRA) 4 min 6 s 6         | John Bray (USA) 4 min 9 s               |
| 1904    | Jim Lightbody (USA) 4 min 5 s 4        | William Verner (USA) 4 min 6 s 8       | Lacey Hearn (USA)                       |
| 1908    | Mel Sheppard (USA) 4 min 3 s 4         | Harold Wilson (GBR) 4 min 3 s 6        | Norman Hallows (GBR) 4 min 4 s          |
| 1912    | Arnold Jackson (GBR) 3 min 56 s 8      | Abel Kiviat (USA) 3 min 56 s 9         | Norman Taber (USA) 3 min 56 s 9         |
| 1920    | Albert Hill (GBR) 4 min 1 s 8          | Philip Baker (GBR) 4 min 2 s 4         | Lawrence Shields (USA) 4 min 3 s 1      |
| 1924    | Paavo Nurmi (FIN) 3 min 53 s 6         | Willy Schärer (SUI) 3 min 55 s         | Henry Stallard (GBR) 3 min 55 s 6       |
| 1928    | Harry Larva (FIN) 3 min 53 s 2         | Jules Ladoumègue (FRA) 3 min 53 s 8    | Eino Purje (FIN) 3 min 56 s 4           |
| 1932    | Luigi Beccali (ITA) 3 min 51 s 2       | Jerry Cornes (GBR) 3 min 52 s 6        | Phil Edwards (CAN) 3 min 52 s 8         |
| 1936    | Jack Lovelock (NZL) 3 min 47 s 8       | Glenn Cunningham (USA) 3 min 48 s 4    | Luigi Beccali (ITA) 3 min 49 s 2        |
| 1948    | Henry Eriksson (SWE) 3 min 49 s 8      | Lennart Strand (SWE) 3 min 50 s 4      | Willem Slijkhuis (NED) 3 min 50 s 4     |
| 1952    | Josy Barthel (LUX) 3 min 45 s 2        | Robert McMillen (USA) 3 min 45 s 2     | Werner Lueg (GER) 3 min 45 s 4          |
| 1956    | Ron Delany (IRL) 3 min 41 s 2          | Klaus Richtzenhain (EUA) 3 min 42 s    | John Landy (AUS) 3 min 42 s             |
| 1960    | Herb Elliott (AUS) 3 min 35 s 6        | Michel Jazy (FRA) 3 min 38 s 4         | István Rózsavölgyi (HUN) 3 min 39 s 2   |
| 1964    | Peter Snell (NZL) 3 min 38 s 1         | Josef Odložil (TCH) 3 min 39 s 6       | John Davies (NZL) 3 min 39 s 6          |
| 1968    | Kipchoge Keino (KEN) 3 min 34 s 9      | Jim Ryun (USA) 3 min 37 s 8            | Bodo Tümmler (FRG) 3 min 39 s           |
| 1972    | Pekka Vasala (FIN) 3 min 36 s 3        | Kipchoge Keino (KEN) 3 min 36 s 8      | Rod Dixon (NZL) 3 min 37 s 5            |
| 1976    | John Walker (NZL) 3 min 39 s 17        | Ivo Van Damme (BEL) 3 min 39 s 27      | Paul-Heinz Wellmann (FRG) 3 min 39 s 33 |
| 1980    | Sebastian Coe (GBR) 3 min 38 s 40      | Jürgen Straub (GDR) 3 min 38 s 80      | Steve Ovett (GBR) 3 min 38 s 99         |
| 1984    | Sebastian Coe (GBR) 3 min 32 s 53      | Steve Cram (GBR) 3 min 33 s 40         | José Manuel Abascal (ESP) 3 min 34 s 30 |
| 1988    | Peter Rono (KEN) 3 min 35 s 96         | Peter Elliott (GBR) 3 min 36 s 15      | Jens-Peter Herold (GDR) 3 min 36 s 21   |
| 1992    | Fermín Cacho (ESP) 3 min 40 s 12       | Rachid El Basir (MAR) 3 min 40 s 62    | Mohamed Suleiman (QAT) 3 min 40 s 69    |
| 1996    | Noureddine Morceli (ALG) 3 min 35 s 78 | Fermín Cacho (ESP) 3 min 36 s 40       | Stephen Kipkorir (KEN) 3 min 36 s 72    |
| 2000    | Noah Ngeny (KEN) 3 min 32 s 07         | Hicham El Guerrouj (MAR) 3 min 32 s 32 | Bernard Lagat (KEN) 3 min 32 s 44       |
| 2004    | Hicham El Guerrouj (MAR) 3 min 34 s 18 | Bernard Lagat (KEN) 3 min 34 s 30      | Rui Silva (POR) 3 min 34 s 68           |
| 2008    | Asbel Kiprop (KEN) 3 min 33 s 11       | Nick Willis (NZL) 3 min 34 s 16        | Mehdi Baala (FRA) 3 min 34 s 21         |
| 2012    | Taoufik Makhloufi (ALG) 3 min 34 s 08  | Leonel Manzano (USA) 3 min 34 s 79     | Abdalaati Iguider (MAR) 3 min 35 s 13   |
| 2016    | Matthew Centrowitz (USA) 3 min 50 s    | Taoufik Makhloufi (ALG) 3 min 50 s 11  | Nick Willis (NZL) 3 min 50 s 24         |
| 2020    | Jakob Ingebrigtsen (NOR) 3 min 28 s 32 | Timothy Cheruiyot (KEN) 3 min 29 s 01  | Josh Kerr (GBR) 3 min 29 s 05           |
| 2024    | Cole Hocker (USA) 3 min 27 s 65        | Josh Kerr (GBR) 3 min 27 s 79          | Yared Nuguse (USA) 3 min 27 s 80        |

### Multiples médaillés
| Rang | Athlète            | Pays            | Période   | Or | Argent | Bronze | Total |
| ---- | ------------------ | --------------- | --------- | -- | ------ | ------ | ----- |
| 1    | Sebastian Coe      | Grande-Bretagne | 1980–1984 | 2  | 0      | 0      | 2     |
| 2    | Kipchoge Keino     | Kenya           | 1968–1972 | 1  | 1      | 0      | 2     |
| 2    | Fermín Cacho       | Espagne         | 1992–1996 | 1  | 1      | 0      | 2     |
| 2    | Hicham El Guerrouj | Maroc           | 2000–2004 | 1  | 1      | 0      | 2     |
| 2    | Taoufik Makhloufi  | Algérie         | 2012–2016 | 1  | 1      | 0      | 2     |
| 6    | Luigi Beccali      | Italie          | 1932–1936 | 1  | 0      | 1      | 2     |
| 7    | Josh Kerr          | Grande-Bretagne | 2021-2024 | 0  | 1      | 1      | 2     |

### Record olympique
| Temps         | Athlète            | Lieu        | Date              | Record |
| ------------- | ------------------ | ----------- | ----------------- | ------ |
| 4 min 33 s 2  | Teddy Flack        | Athènes     | 7 avril 1896      |        |
| 4 min 6 s     | Charles Bennett    | Paris       | 15 juillet 1900   |        |
| 4 min 5 s 4   | Jim Lightbody      | Saint-Louis | 3 septembre 1904  |        |
| 4 min 5 s     | Mel Sheppard       | Londres     | 13 juillet 1908   |        |
| 4 min 3 s 4   | Norman Hallows     | Londres     | 13 juillet 1908   |        |
| 4 min 3 s 4   | Mel Sheppard       | Londres     | 14 juillet 1908   |        |
| 3 min 56 s 8  | Arnold Jackson     | Stockholm   | 10 juillet 1912   |        |
| 3 min 53 s 6  | Paavo Nurmi        | Paris       | 10 juillet 1924   |        |
| 3 min 53 s 2  | Harry Larva        | Amsterdam   | 2 août 1928       |        |
| 3 min 51 s 2  | Luigi Beccali      | Los Angeles | 3 août 1932       |        |
| 3 min 47 s 8  | Jack Lovelock      | Berlin      | 6 août 1936       | WR     |
| 3 min 45 s 2  | Joseph Barthel     | Helsinki    | 22 juillet 1952   |        |
| 3 min 45 s 2  | Robert McMillen    | Helsinki    | 22 juillet 1952   |        |
| 3 min 41 s 2  | Ron Delany         | Melbourne   | 1er décembre 1956 |        |
| 3 min 35 s 6  | Herb Elliott       | Rome        | 6 septembre 1960  | WR     |
| 3 min 34 s 9  | Kipchoge Keino     | Mexico      | 20 octobre 1968   |        |
| 3 min 32 s 53 | Sebastian Coe      | Los Angeles | 11 août 1984      |        |
| 3 min 32 s 07 | Noah Ngeny         | Sydney      | 29 septembre 2000 |        |
| 3 min 31 s 65 | Abel Kipsang       | Tokyo       | 5 août 2021       |        |
| 3 min 28 s 32 | Jakob Ingebrigtsen | Tokyo       | 7 août 2021       |        |
| 3 min 27 s 65 | Cole Hocker        | Paris       | 6 août 2024       |        |

## Femmes

### Historique

#### 1972-1984

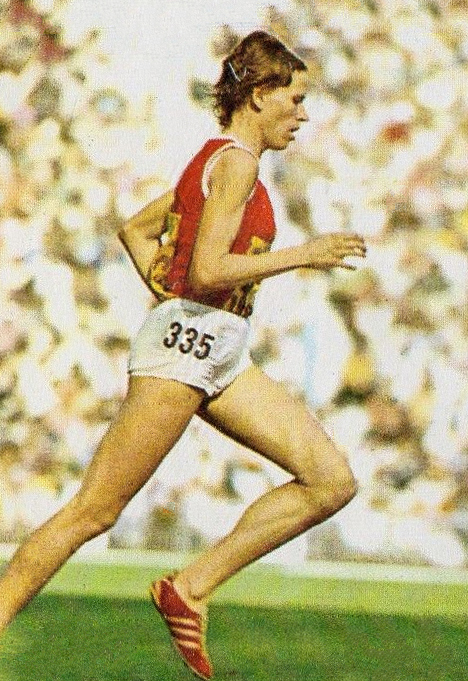
Lyudmila Bragina, championne olympique en 1972.

Le 1 500 mètres féminin se dispute pour la première fois dans le cadre des Jeux olympiques à l'occasion des Jeux de Munich en 1972. La Soviétique Lyudmila Bragina, qui a porté le record du monde à 4 min 6 s 9 deux mois avant le début des compétitions, améliore à trois reprises ce record. Elle réalise tout d'abord 4 min 6 s 5 lors des séries, puis 4 min 5 s 1 en demi-finales trois jours plus tard, et enfin 4 min 1 s 4 lors de sa victoire en finale deux jours plus tard. L'Est-allemande Gunhild Hoffmeister est médaillée d'argent en 4 min 2 s 8 et l'Italienne Paola Pigni est médaillée de bronze en 4 min 2 s 9.
En 1976, aux Jeux olympiques de Montréal, la Soviétique Tatyana Kazankina, titrée quatre jours plus tôt sur 800 m, remporte l'épreuve du 1 500 m dans le temps de 4 min 5 s 48, devançant Gunhild Hoffmeister qui obtient sa deuxième médaille d'argent consécutive après 1972, en 4 min 6 s 02. L'autre Est-allemande Ulrike Bruns complète le podium en 4 min 6 s 09 alors que la tenante du titre Lyudmila Bragina se classe cinquième de la course.
Tatyana Kazankina, qui a amélioré le record du monde quelques semaines avant le début des Jeux olympiques de 1980, conserve son titre olympique. À Moscou, elle établit tout d'abord un nouveau record olympique dès les séries en 3 min 59 s 12, puis réédite cette performance en finale en réalisant le temps de 3 min 56 s 6, approchant son record du monde de 3 min 55 s. Elle devance largement ses adversaires dont l'Est-allemande Christiane Wartenberg, médaillée d'argent en 3 min 57 s 8, et l'autre Soviétique Nadiya Olizarenko, déjà titrée sur 800 m, qui se classe troisième en 3 min 59 s 6. Deux jours plus tard, après les Jeux olympiques à l'occasion du meeting de Zurich, Tatyana Kazankina portera son record du monde à 3 min 52 s 47, record qui tiendra jusqu'en 1993.
En l'absence pour cause de boycott des athlètes des pays du bloc de l'Est, parmi lesquels figure notamment les Soviétiques Olga Dvirna et Zamira Zaytseva, le titre des Jeux olympiques de 1984 à Los Angeles est remporté par l'Italienne Gabriella Dorio qui s'était classé 6e en 1976 et 4e en 1980. Elle s'impose dans le temps de 4 min 3 s 25, devant les Roumaines Doina Melinte (4 min 3 s 76), médaillée d'or sur 800 m, et Maricica Puică (4 min 4 s 15), médaillée d'or sur 3 000 m. L'Américaine Mary Decker, championne du monde du 1 500 m en 1983, ne participe pas à cette épreuve car préférant se réserver pour le 3 000 m.

#### 1988-2004
En finale des Jeux olympiques de 1988 à Séoul, la Roumaine Paula Ivan décide de partir seule dès le début de la course. Possédant dix mètres d'avance sur le peloton après le premier tour, elle creuse de nouveau l'écart et devance à la cloche ses adversaires d'une quinzaine de mètres. Elle conclut son dernier tour en 1 min 2 s 46 pour s'imposer en 3 min 53 s 96, échouant à une seconde du record du monde de Tatyana Kazankina mais établissant un nouveau record olympique. Elle devance de près de six secondes ses principales rivales, dont les Soviétiques Laimutė Baikauskaitė et Tatyana Samolenko, respectivement médaillée d'argent en 4 min 0 s 24 et médaillée de bronze en 4 min 0 s 30.
Lors des Jeux olympiques de 1992 à Barcelone, l'Algérienne Hassiba Boulmerka confirme son titre de championne du monde remporté l'année précédente à Tokyo en s'emparant du titre olympique dans le temps de 3 min 55 s 30, établissant à cette occasion un nouveau record d'Afrique. La Russe Lyudmila Rogachova, qui concourt pour l'Équipe unifiée de l’ex-URSS, se classe deuxième en 3 min 56 s 91 et la Chinoise Qu Yunxia, qui établira un nouveau record du monde en 1993, s'adjuge la médaille de bronze en 3 min 57 s 08 (nouveau record d'Asie), écartant du podium Tatyana Samolenko.
En 1996, lors des Jeux olympiques d'Atlanta, la Russe Svetlana Masterkova remporte le titre olympique du 1 500 m cinq jours après s'être imposée dans l'épreuve du 800 m. Avec un temps de 4 min 0 s 83, elle devance sur la ligne d'arrivée la Roumaine Gabriela Szabó (4 min 1 s 54) et l'Autrichienne Theresia Kiesl (4 min 3 s 02). Parmi les absentes de la finale, figurent la tenante du titre et championne du monde 1995 Hassiba Boulmerka qui est éliminée au stade des demi-finales après s'être foulée la cheville, et l'Irlandaise Sonia O'Sullivan qui est également contrainte à l'abandon en demi-finale.
Quatre ans plus tard, aux Jeux olympiques de 2000 à Sydney, Svetlana Masterkova, la tenante du titre par ailleurs championne du monde en 1999, est disqualifiée en demi-finale pour avoir gêné une adversaire. La finale est remportée par l'Algérienne Nouria Benida-Merah, vainqueur des championnats d'Afrique quelques semaines plus tôt, qui s'impose dans le temps de 4 min 5 s 10. Elle devance les Roumaines Violeta Szekely, deuxième en 4 min 5 s 15 et Gabriela Szabó, troisième en 4 min 5 s 27 et qui obtient sa deuxième médaille olympique consécutive.
Titrée cinq jours auparavant sur 800 m, la Britannique Kelly Holmes remporte la médaille d'or du 1 500 m lors des Jeux olympiques de 2004 à Athènes. Dans une course rapide menée par la Russe Nataliya Evdokimova, Kelly Holmes fait la différence dans la dernière ligne droite en réglant toutes ses adversaires et en s'imposant dans le temps de 3 min 57 s 90, nouveau record du Royaume-Uni. L'autre Russe Tatyana Tomashova, championne du monde l'année précédente à Paris, s'adjuge la médaille d'argent en 3 min 58 s 12, devançant la Roumaine Maria Cioncan, troisième en 3 min 58 s 39. Sept athlètes, dont les cinq premières de la finale, améliorent leur record personnel.

#### Depuis 2008
Lors des Jeux olympiques de 2008 à Pékin, la Kényane Nancy Langat décroche ses adversaires à 200 m de l'arrivée et s'adjuge le titre en 4 min 0 s 23, établissant un nouveau record personnel. Elle devance sur le podium deux Ukrainiennes : Iryna Lishchynska, deuxième en 4 min 1 s 63 et Nataliya Tobias, troisième en 4 min 1 s 78 (record personnel). La Bahreïnienne Maryam Yusuf Jamal, championne du monde en titre et grande favorite de l'épreuve, ne prend que la cinquième place en 4 min 2 s 71. Peu avant la compétition, Tatyana Tomashova et six autres athlètes russes dont Yuliya Fomenko et Yelena Soboleva sont suspendues deux ans par la fédération internationale, soupçonnées d’avoir manipulé des échantillons prélevés lors de contrôles antidopage. Elles sont exclues de participation aux Jeux olympiques de Pékin.
En 2012, lors des Jeux olympiques de Londres, au terme d'une course lente, la Turque Aslı Çakır Alptekin remporte le titre en 4 min 10 s 23, devant sa compatriote Gamze Bulut (4 min 10 s 40) et Maryam Yusuf Jamal (4 min 10 s 74). Mais en 2013, Aslı Çakır Alptekin et Gamze Bulut sont convaincues de dopage par la Fédération internationale d'athlétisme un an après leurs médailles olympiques pour des anomalies relevées sur leur passeport biologique,. Le Tribunal arbitral du sport (TAS) confirme la validité de l'appel de l'IAAF et annule tous leurs résultats à compter de 2010, dont leurs médailles obtenues à Londres . En conséquence, la médaille d'or est réattribuée à Maryam Yusuf Jamal, la médaille d'argent à Tatyana Tomashova, revenue de sa suspension de dopage, et la médaille de bronze à l'Éthiopienne Abeba Aregawi. La Biélorusse Natallia Kareiva et la Russe Yekaterina Kostetskaya, respectivement 7e et 9e de l'épreuve, sont également disqualifiées rétroactivement pour des infractions au passeport biologique.
L'Éthiopienne Genzebe Dibaba est la favorite des Jeux olympiques de 2016, après avoir remporté le titre de championne du monde en 2015 à Pékin, et après avoir surtout amélioré cette même année à Monaco le vieux record du monde du 1 500 m détenu depuis 1993 par Qu Yunxia. Cependant, à Rio de Janeiro, la Kényane Faith Kipyegon, vice-championne du monde 2015, surprend son adversaire à 200 m de l'arrivée et l'emporte dans le temps de 4 min 8 s 92, devançant de plus d'une seconde Genzebe Dibaba, médaillée d'argent en 4 min 10 s 27 et l'Américaine Jennifer Simpson, championne du monde en 2011, qui s'adjuge la médaille de bronze en 4 min 10 s 53. La Néerlandaise Sifan Hassan, vainqueur de la Ligue de diamant et championne du monde en salle 2016 du 1 500 m, se classe 5e de l'épreuve.
En 2021, Faith Kipyegon conserve son titre lors des Jeux olympiques de Tokyo et devient la deuxième athlète féminine après Tatyana Kazankina en 1980 à remporter deux médailles d'or sur la distance du 1 500 m. La Néerlandaise Sifan Hassan, championne du monde du 1 500 m en 2019 à Doha est la favorite de l'épreuve et vise un triplé historique 1 500 m-5 000 m-10 000 m à Tokyo. Mais, Faith Kipyegon délivre une accélération décisive à 300 m de l'arrivée et termine en 3 min 53 s 11, améliorant de 85/100e de seconde le record olympique établi par la Roumaine Paula Ivan aux Jeux de Séoul en 1988. La Britannique Laura Muir s'adjuge la médaille en 3 min 54 s 50 (nouveau record national), Sifan Hassan ne prenant que la troisième place en 3 min 55 s 86.

### Palmarès
| Édition | Or                                     | Argent                                   | Bronze                                 |
| ------- | -------------------------------------- | ---------------------------------------- | -------------------------------------- |
| 1972    | Lyudmila Bragina (URS) 4 min 1 s 38    | Gunhild Hoffmeister (GDR) 4 min 2 s 83   | Paola Pigni (ITA) 4 min 2 s 85         |
| 1976    | Tatyana Kazankina (URS) 4 min 5 s 48   | Gunhild Hoffmeister (GDR) 4 min 6 s 02   | Ulrike Klapezynski (GDR) 4 min 6 s 09  |
| 1980    | Tatyana Kazankina (URS) 3 min 56 s 6   | Christiane Wartenberg (GDR) 3 min 57 s 8 | Nadezhda Olizarenko (URS) 3 min 59 s 6 |
| 1984    | Gabriella Dorio (ITA) 4 min 3 s 25     | Doina Melinte (ROU) 4 min 3 s 76         | Maricica Puică (ROU) 4 min 4 s 15      |
| 1988    | Paula Ivan (ROU) 3 min 53 s 96         | Laimutė Baikauskaitė (URS) 4 min 0 s 24  | Tatyana Samolenko (URS) 4 min 0 s 30   |
| 1992    | Hassiba Boulmerka (ALG) 3 min 55 s 30  | Lyudmila Rogachova (EUN) 3 min 56 s 91   | Qu Yunxia (CHN) 3 min 57 s 08          |
| 1996    | Svetlana Masterkova (RUS) 4 min 0 s 83 | Gabriela Szabó (ROU) 4 min 1 s 54        | Theresia Kiesl (AUT) 4 min 3 s 02      |
| 2000    | Nouria Benida-Merah (ALG) 4 min 5 s 10 | Violeta Szekely (ROU) 4 min 5 s 15       | Gabriela Szabó (ROU) 4 min 5 s 27      |
| 2004    | Kelly Holmes (GBR) 3 min 57 s 90       | Tatyana Tomashova (RUS) 3 min 58 s 12    | Maria Cioncan (ROU) 3 min 58 s 39      |
| 2008    | Nancy Langat (KEN) 4 min 0 s 23        | Iryna Lishchynska (UKR) 4 min 1 s 63     | Nataliya Tobias (UKR) 4 min 1 s 78     |
| 2012    | Maryam Yusuf Jamal (BRN) 4 min 10 s 74 | Tatyana Tomashova (RUS) 4 min 10 s 90    | Abeba Aregawi (ETH) 4 min 11 s 03      |
| 2016    | Faith Kipyegon (KEN) 4 min 8 s 92      | Genzebe Dibaba (ETH) 4 min 10 s 27       | Jennifer Simpson (USA) 4 min 10 s 53   |
| 2020    | Faith Kipyegon (KEN) 3 min 53 s 11     | Laura Muir (GBR) 3 min 54 s 50           | Sifan Hassan (NED) 3 min 55 s 86       |
| 2024    | Faith Kipyegon (KEN) 3 min 51 s 29     | Jessica Hull (AUS) 3 min 52 s 56         | Georgia Bell (GBR) 3 min 52 s 61       |

### Multiples médaillées
| Rang | Athlète             | Pays               | Période   | Or | Argent | Bronze | Total |
| ---- | ------------------- | ------------------ | --------- | -- | ------ | ------ | ----- |
| 1    | Faith Kipyegon      | Kenya              | 2016–2024 | 3  | 0      | 0      | 3     |
| 2    | Tatyana Kazankina   | Union soviétique   | 1976–1980 | 2  | 0      | 0      | 2     |
| 3    | Gunhild Hoffmeister | Allemagne de l'Est | 1972–1976 | 0  | 2      | 0      | 2     |
| 4    | Gabriela Szabó      | Roumanie           | 1996–2000 | 0  | 1      | 1      | 2     |

### Record olympique
| Temps         | Athlète           | Lieu   | Date             | Record |
| ------------- | ----------------- | ------ | ---------------- | ------ |
| 4 min 6 s 47  | Lyudmila Bragina  | Munich | 4 septembre 1972 | WR     |
| 4 min 5 s 07  | Lyudmila Bragina  | Munich | 7 septembre 1972 | WR     |
| 4 min 1 s 38  | Lyudmila Bragina  | Munich | 9 septembre 1972 | WR     |
| 3 min 59 s 12 | Tatyana Kazankina | Moscou | 30 juillet 1980  |        |
| 3 min 56 s 56 | Tatyana Kazankina | Moscou | 1er août 1980    |        |
| 3 min 53 s 96 | Paula Ivan        | Séoul  | 1er octobre 1988 |        |
| 3 min 53 s 11 | Faith Kipyegon    | Tokyo  | 6 août 2021      |        |
| 3 min 51 s 29 | Faith Kipyegon    | Paris  | 10 août 2024     |        |